# Олизаренко, Надежда Фёдоровна
Надежда Фёдоровна Олизаренко (урожд. Мушта; 28 ноября 1953, Брянск — 18 февраля 2017[…], Одесса) — советская легкоатлетка, специализировалась в беге на средние дистанции. Олимпийская чемпионка (1980). Экс-рекордсменка мира в беге на 800 метров, действующая рекордсменка Олимпийских игр в беге на 800 метров, рекордсменка мира в команде (эстафета 4×800 метров). Заслуженный мастер спорта СССР (1980). Выступала за СКА (Одесса).
Обладательница второго результата в истории в беге на 800 метров (1:53,43), который уступает только мировому рекорду Ярмилы Кратохвиловой (1:53,28).

## Биография

### Начало карьеры
Начала тренироваться в 1967 году в Брянске под руководством Бориса Гноевого. В 1968 году она одерживает победу в юношеском первенстве СССР в беге на 400 метров. В 1970 году дебютировала в молодёжном составе сборной СССР, однако результатов высокого класса пришлось ждать долго. Только в 1977 году попадает в состав сборной СССР. На чемпионате Европы 1978 года приходит международный успех, Надежда Мушта завоёвывает серебряную медаль в беге на 800 метров и эстафете 4×400 метров. В 1979 году она победила на Всемирной Универсиаде.
В 1980 году за месяц до Олимпийских игр установила мировой рекорд в беге на 800 м — 1:54.85. На Олимпийских играх добивается самого большого успеха, выиграв финальный забег на 800 метров, превысив свой мировой рекорд 1:53.43 и опередив ближайшую соперницу на полторы секунды. В беге на 1500 метров Надежда завоевала бронзовую медаль.

### После Игр в Москве
В 1978 году вышла замуж и переехала в Одессу. После Игр в Москве ушла из большого спорта. В 1981 году в семье Олизаренко родилась дочь. В 1984 году вернулась на дорожку и начала готовиться к Олимпийским играм. В этом году вошла в хорошую форму, показав результат 1:56.09. Летние Олимпийские игры 1984 года в Лос-Анджелесе советские спортсмены пропустили из-за бойкота, а Олизаренко заняла третье место на соревнованиях «Дружба-84».
Показала себя разносторонней бегуньей, которая имела высокие результаты на дистанциях от 400 до 1500 метров. Имея хорошие данные спринтера, она предпочитала фронтальный бег, но могла строить тактику в своей любимой дистанции 800 метров самым неожиданным для противников образом.
В 1986 году выиграла чемпионат Европы на дистанции 800 метров. Чемпионат мира 1987 года сложился для спортсменки не совсем удачно, Надежда пробилась в финал но заняла 7-е место. В 1988 году вошла в состав сборной СССР на Олимпийских играх 1988 года, но дальше полуфинала пройти не смогла.

### После окончания карьеры
В 1992 году завершила спортивную карьеру. В последние годы проживала в Одессе. Работала тренером по лёгкой атлетике в одесском СКА. В 2001 году открыла свой легкоатлетический клуб и организовывала соревнования.
В 2015 году был поставлен диагноз — боковой амиотрофический склероз, от последствий развития которого и скончалась.
Похоронена на Северном кладбище Одессы.

## Личная жизнь
Была замужем за легкоатлетом Сергеем Олизаренко (1954—2024). После Олимпиады 1980 года у них родилась дочь Оксана Переверзева.

## Спортивные достижения
- Олимпийская чемпионка (1980)
- Чемпионка Европы (1986)
- Победитель соревнований на Кубок Европы в составе сборной СССР (1985)
- Многократная чемпионка СССР
- Рекордсменка мира в беге на 800 метров (1980—1983)
- Олимпийская рекордсменка и рекордсменка СССР/России в беге на 800 метров

## Награды и звания
- Орден Дружбы народов (1980)
- Орден княгини Ольги III степени (2002)[13]

## Личные рекорды
- 400 метров — 50.96 (1980)
- 800 метров — 1:53.43 (1980)
- 1500 метров — 3:56.8 (1980)